# Єдиний державний реєстр нормативно-правових актів
Єдиний державний реєстр нормативно-правових актів (ЄДРНПА) — державний реєстр всіх нормативно-правових актів, що діють в Україні. Ведення реєстру покладено на Міністерство юстиції України.

## Утворення реєстру
Україна отримала в спадщину від радянської моделі правового регулювання систему нормативних актів, за якої кожен орган державної влади вважав за потрібне видавати власні галузеві акти фактично без будь-якого контролю необхідності та без аналізу можливого подальшого впливу. За радянських часів поширеною практикою серед юристів та правозастосовців було подання копії нормативного акту компетентному органу чи посадовій особі, оскільки вони могли і не мати відомостей про цей акт. Певною мірою така ситуація пояснювалась відсутністю автоматизованих систем в органах державної влади та в країні в цілому.
Така ситуація значно ускладнювала діяльність як органів державної влади, так і приватних суб'єктів.
З метою приведення практики нормотворення та нормозастосування у відповідність із сучасними потребами суспільства, державну реєстрацію нормативно-правових актів введено обов'язкову державну реєстрацію нормативно-правових актів відповідно до Постанови Кабінету Міністрів України Про затвердження Положення про державну реєстрацію нормативно-правових актів міністерств та інших органів виконавчої влади [Архівовано 12 травня 2022 у Wayback Machine.].
Указом Президента України Л. Д. Кучми від 27 червня 1996 «Про Єдиний державний реєстр нормативних актів» [Архівовано 21 вересня 2013 у Wayback Machine.] утворено єдиний державний реєстр. Реєстр створено та впроваджено в життя під керівництвом заслуженого юриста України Горбунової Лідії Миколаївни.

## Структура Реєстру
Єдиний державний реєстр нормативно-правових актів є автоматизованою системою збирання, накопичення та опрацювання актів законодавства, яка складається з інформаційних систем еталонного, страхового, робочого, інформаційного фондів та окремого розділу. 
- Еталонний фонд Реєстру – комп'ютерна інформаційна система, призначена для зберігання та обліку еталонних текстів нормативно-правових актів у контрольному стані. Еталонний фонд формується та зберігається в Мін'юсті. Еталонний текст Реєстру – текст нормативно-правового акта у формі комп'ютерного файла, цілісність якого спеціально забезпечується.
- Робочий фонд Реєстру – комп'ютерна інформаційна система, яка використовується для підготовки та опрацювання текстів нормативно-правових актів при внесенні їх до еталонного фонду Реєстру.
- Страховий фонд Реєстру складають архівні копії еталонного фонду Реєстру, які зберігаються в Мін'юсті на електронних носіях і призначені для відновлення в автентичній формі еталонного фонду Реєстру у разі його повної або часткової втрати.
- Інформаційний фонд Реєстру – спеціально створена для надання користувачам Реєстру комп'ютерна інформаційна система - окрема база даних,[1] в якій зберігаються копії еталонних текстів нормативно-правових актів. Копія еталонного тексту Реєстру – копія тексту нормативно-правового акта у формі комп'ютерного файла, який ідентичний відповідному еталонному тексту та зберігає всі ознаки, що забезпечують його цілісність.
- Окремий розділ Реєстру – комп'ютерна інформаційна система, що використовується для підготовки та накопичення текстів нормативно-правових актів з відповідним грифом секретності.[2]

## Функціонування реєстру
Єдиний державний реєстр нормативно-правових актів створюється з метою:
- забезпечення додержання єдиних принципів ідентифікації нормативно-правових актів та ведення їх державного обліку в межах інформаційного простору України;
- створення фонду та підтримання в контрольному стані нормативно-правових актів, надання інформації про них;
- забезпечення в межах, визначених законодавством, доступності, гласності та відкритості правової інформації для користувачів.

До Реєстру включаються:
- нормативно-правові акти, видані починаючи з дня прийняття Акта проголошення незалежності України (24 серпня 1991 р.), — чинні, опубліковані та неопубліковані, у тому числі з обмежувальними грифами, закони України, постанови Верховної Ради України, укази і розпорядження Президента України, декрети, постанови і розпорядження Кабінету Міністрів України, рішення і висновки Конституційного Суду України, зареєстровані в Мін'юсті нормативно-правові акти міністерств, інших центральних органів виконавчої влади, органів господарського управління та контролю, Національного банку, а також міжнародні договори України;
- нормативно-правові акти, видані до прийняття Акта проголошення незалежності України (24 серпня 1991 р.), що не втратили чинності та не суперечать законодавству України;
- тимчасові нормативно-правові акти з терміном дії рік і більше та з терміном дії менш як рік в разі наступного його продовження.

Не підлягають включенню до Реєстру акти, які не містять правових норм, зокрема:
- про призначення на посаду та звільнення з посади;
- про скликання нарад, конференцій, семінарів тощо;
- про розгляд проєктів нормативно-правових актів;
- з питань організації виконання раніше прийнятих нормативно-правових актів;
- про спорудження пам'ятників, бюстів, монументів конкретним особам і на честь певних подій, нагородження грамотами, відзнаками тощо;
- про затвердження стандартів, технічних умов, будівельних норм і правил, іншої нормативно-технічної документації, тарифно-кваліфікаційних довідників, форм звітності.

### Нормативне регулювання ведення реєстру
- Указ Президента Про Єдиний державний реєстр нормативних актів  [Архівовано 10 вересня 2018 у Wayback Machine.]
- Положення про державну реєстрацію нормативно-правових актів міністерств та інших органів виконавчої влади [Архівовано 12 травня 2022 у Wayback Machine.]
- Порядок ведення Єдиного державного реєстру нормативно-правових актів та користування ним [Архівовано 6 травня 2022 у Wayback Machine.]
- Офіційна вебсторінка ЄДРНА [Архівовано 15 грудня 2019 у Wayback Machine.]

### Доступ до реєстру
Доступ до реєстру може здійснюватись на підставі окремого запиту заінтересованої особи, за яким Мін'юстом надається копія офіційного тексту документа (на паперовому чи електронному носії).
Водночас завдяки запровадженню реєстру, особливо його електронної складової, став можливий доступ до нормативних актів через офіційну вебсторінку Верховної ради України: Законодавство України.